# Усть-Чульский сельсовет
Усть-Чу́льский се́льский сове́т — сельское поселение в Аскизском районе Хакасии..
Административный центр — село Усть-Чуль.

## Население
| 2002  | 2010  | 2012  | 2013  | 2014  | 2015  | 2016  |
| ----- | ----- | ----- | ----- | ----- | ----- | ----- |
| 2227  | ↘1999 | ↘1960 | ↘1897 | ↘1806 | ↘1799 | ↘1742 |
| 2017  | 2018  | 2019  | 2020  | 2021  |       |       |
| ↘1681 | ↘1668 | ↘1654 | ↘1650 | ↗2161 |       |       |

## Состав сельского поселения
В состав сельского поселения входят 6 населённых пунктов:
| № | Населённый пункт | Тип населённого пункта       | Население |
| - | ---------------- | ---------------------------- | --------- |
| 1 | Верхняя Тёя      | аал                          | ↘141      |
| 2 | Илиморов         | аал                          | ↘150      |
| 3 | Нижняя Тёя       | деревня                      | ↘433      |
| 4 | Отты             | аал                          | ↘272      |
| 5 | Политов          | аал                          | ↘70       |
| 6 | Усть-Чуль        | село, административный центр | ↘933      |

## Местное самоуправление
Главы сельсовета
- Боргояков Николай Николаевич
- с 8 февраля 2015 года — Ултургашева Занета Ананьевна[14]